# Calendrier international féminin UCI 2010
Le calendrier international féminin UCI 2010 regroupe les compétitions féminines de cyclisme sur route organisées sous le règlement de l'Union cycliste internationale durant la saison 2010.
Le calendrier est composé de 69 épreuves, organisées du 3 février au 17 octobre. Il comprend la Coupe du monde de cyclisme sur route féminine 2010 et les Championnats du monde de cyclisme sur route 2010 de Melbourne.

## Calendrier des épreuves

### Février
| Date  | Épreuve                  | Cat. | Vainqueur      | Équipe              |
| ----- | ------------------------ | ---- | -------------- | ------------------- |
| 3-5   | Tour du Qatar féminin    | 2.1  | Kirsten Wild   | Cervélo Testteam    |
| 24-28 | Tour de Nouvelle-Zélande | 2.2  | Shelley Evans  | États-Unis          |
| 27    | Circuit Het Nieuwsblad   | 1.2  | Emma Johansson | RedSun Cycling Team |

### Mars
| Date  | Épreuve                                  | Cat. | Vainqueur      | Équipe                |
| ----- | ---------------------------------------- | ---- | -------------- | --------------------- |
| 6     | GP Brissago                              | 1.2  | annulé         |                       |
| 7     | GP Comune di Cornaredo                   | 1.2  | Rasa Leleivytė | Safi-Pasta Zara       |
| 20    | GP Riparbella e Montescudaio             | 1.2  | annulé         |                       |
| 21    | GP Santa Luce e Castellina Marittima     | 1.2  | annulé         |                       |
| 27-29 | Tour d'Inde                              | 2.2  | annulé         |                       |
| 28    | Trofeo Alfredo Binda-Comune di Cittiglio | CDM  | Marianne Vos   | Team Nederland Bloeit |

### Avril
| Date | Épreuve                                | Cat. | Vainqueur            | Équipe                |
| ---- | -------------------------------------- | ---- | -------------------- | --------------------- |
| 4    | Tour des Flandres                      | CDM  | Grace Verbeke        | Lotto Ladies          |
| 5    | Grand Prix international de Dottignies | 1.2  | Kirsten Wild         | Cervélo Test Team     |
| 8    | Drentse 8 van Dwingeloo                | 1.1  | Ina-Yoko Teutenberg  | HTC-Columbia Women    |
| 9    | Championnats d'Asie - contre-la-montre | CC   | Eun Ju Son           | Corée du Sud          |
| 10   | Univé Tour de Drenthe                  | CDM  | Loes Gunnewijk       | Nederland Bloeit      |
| 11   | Championnats d'Asie - course en ligne  | CC   | You Jina             | Corée du Sud          |
| 11   | Novilon Eurocup Ronde van Drenthe      | 1.1  | Annemiek van Vleuten | Nederland Bloeit      |
| 17   | Ronde van Gelderland                   | 1.2  | Kirsten Wild         | Cervélo Testteam      |
| 21   | Flèche wallonne féminine               | CDM  | Emma Pooley          | Cervélo Testteam      |
| 24   | Circuit de Borsele                     | 1.2  | Kirsten Wild         | Cervélo Testteam      |
| 25   | GP Liberazione                         | 1.2  | Monia Baccaille      | Team Valdarno         |
| 25   | Grand Prix de Roulers                  | 1.2  | Kirsten Wild         | Cervélo Testteam      |
| 29-2 | Gracia Orlova                          | 2.2  | Marianne Vos         | Team Nederland Bloeit |
| 30   | GP de Suisse-Souvenir Magali Pache     | 1.1  | Emma Pooley          | Cervélo Testteam      |

### Mai
| Date  | Épreuve                                         | Cat. | Vainqueur           | Équipe              |
| ----- | ----------------------------------------------- | ---- | ------------------- | ------------------- |
| 1     | Grand Prix Elsy Jacobs                          | 1.1  | Emma Pooley         | Cervélo Testteam    |
| 2     | GP Mameranus                                    | 1.2  | Emma Johansson      | RedSun Cycling Team |
| 5-7   | Tour of Chongming Island                        | 2.1  | Ina-Yoko Teutenberg | HTC-Columbia Women  |
| 8     | Championnats panaméricains - contre-la-montre   | CC   | Paola Madriñán      | Colombie            |
| 9     | Tour of Chongming Island World Cup              | CDM  | Ina-Yoko Teutenberg | HTC-Columbia Women  |
| 10    | Championnats panaméricains - course en ligne    | CC   | Shelley Olds-Evans  | États-Unis          |
| 14-23 | Tour de l'Aude cycliste féminin                 | 2.1  | Emma Pooley         | Cervélo Testteam    |
| 22    | Trofeo Marta de Azpilicueta                     | 1.2  | annulé              |                     |
| 28-30 | GP Pasta Zara                                   | 2.2  | annulé              |                     |
| 29    | La Coupe du Monde Cycliste Féminine de Montréal | CDM  | annulé              |                     |
| 31-3  | Tour du Grand Montréal                          | 2.1  | annulé              |                     |

### Juin
| Date  | Épreuve                                 | Cat. | Vainqueur           | Équipe                |
| ----- | --------------------------------------- | ---- | ------------------- | --------------------- |
| 5     | Liberty Classic                         | 1.1  | Ina-Yoko Teutenberg | HTC-Columbia Women    |
| 6     | Therme Kasseienomloop                   | 1.2  | Regina Bruins       | Cervélo Testteam      |
| 6     | Grand Prix de Valladolid                | CDM  | Charlotte Becker    | Cervélo Testteam      |
| 6-10  | Tour de Prince Edward Island            | 2.2  | annulé              |                       |
| 8     | Durango-Durango Emakumeen Saria         | 1.2  | Marianne Vos        | Team Nederland Bloeit |
| 10-13 | Emakumeen Bira                          | 2.1  | Claudia Häusler     | Cervélo Testteam      |
| 12    | Chrono Gatineau                         | 1.2  | Evelyn Stevens      | HTC-Columbia Women    |
| 13    | Grand Prix Cycliste de Gatineau         | 1.2  | Joëlle Numainville  | Webcor Builders       |
| 17-19 | Ster Zeeuwsche Eilanden                 | 2.2  | Kirsten Wild        | Cervélo Testteam      |
| 18-20 | Tour du Trentin-Haut-Adige-Tyrol-du-Sud | 2.1  | Emma Pooley         | Cervélo Testteam      |

### Juillet
| Date  | Épreuve                                          | Cat. | Vainqueur              | Équipe                         |
| ----- | ------------------------------------------------ | ---- | ---------------------- | ------------------------------ |
| 2-11  | Tour d'Italie                                    | 2.1  | Mara Abbott            | États-Unis                     |
| 8-11  | Tour de Feminin - O cenu Ceskeho Svycarska       | 2.2  | Trixi Worrack          | Noris Cycling                  |
| 14-18 | Tour de Bretagne                                 | 2.2  | annulé                 |                                |
| 15    | Championnats d'Europe espoirs - contre-la-montre | CC   | Alexandra Burchenkova  | Russie                         |
| 17    | GP Cento Carnevale d'Europa                      | 1.2  | Giorgia Bronzini       | Gauss RDZ Ormu                 |
| 17    | Championnats d'Europe espoirs - course en ligne  | CC   | Noortje Tabak          | Pays-Bas                       |
| 18    | Dwars door de Westhoek                           | 1.2  | Liesbet De Vocht       | Team Nederland Bloeit          |
| 20-25 | Tour de Thuringe                                 | 2.1  | Olga Zabelinskaïa      | Safi-Pasta Zara                |
| 22-25 | Tour féminin en Limousin                         | 2.2  | Grete Treier           | S.C. Michela Fanini Record Rox |
| 30    | Open de Suède Vårgårda TTT                       | CDM  | Cervélo TestTeam Women | Cervélo TestTeam Women         |

### Août
| Date  | Épreuve                            | Cat. | Vainqueur            | Équipe                 |
| ----- | ---------------------------------- | ---- | -------------------- | ---------------------- |
| 1     | Open de Suède Vårgårda             | CDM  | Kirsten Wild         | Cervélo TestTeam Women |
| 7-15  | Route de France                    | 2.1  | Annemiek van Vleuten | Team Nederland Bloeit  |
| 8     | Tour de Bochum                     | 1.1  | Eleonora van Dijk    | HTC-Columbia Women     |
| 8     | Valkenburg Hills Classic           | 1.2  | Grace Verbeke        | Lotto Ladies           |
| 21    | Grand Prix de Plouay               | CDM  | Emma Pooley          | Cervélo Testteam       |
| 24-28 | Trophée d'Or féminin               | 2.2  | Emma Johansson       | RedSun Cycling Team    |
| 28    | Omloop Door Middag-Humsterland     | 1.2  | Vera Koedooder       | Pays-Bas               |
| 29    | Multidigitaal.nl - Blauwe Stad TTT | 1.2  | annulé               | annulé                 |
| 31-5  | Holland Ladies Tour                | 2.2  | Marianne Vos         | Team Nederland Bloeit  |

### Septembre
| Date  | Épreuve                                         | Cat. | Vainqueur       | Équipe            |
| ----- | ----------------------------------------------- | ---- | --------------- | ----------------- |
| 5     | Mémorial Davide Fardelli - Contre-la-montre     | 1.2  | Amber Neben     | Mx1               |
| 7-11  | Tour Cycliste Féminin International Ardèche     | 2.2  | Vicki Whitelaw  | Lotto Ladies      |
| 12    | Chrono champenois                               | 1.1  | Anne Samplonius | Canada            |
| 12    | Tour de Nuremberg                               | CDM  | Annulé          |                   |
| 14-19 | Tour de Toscane féminin-Mémorial Michela Fanini | 2.1  | Judith Arndt    | Team HTC-Columbia |
| 29    | Championnats du monde - contre-la-montre        | CM   | Emma Pooley     | Grande-Bretagne   |

### Octobre
| Date | Épreuve                                 | Cat. | Vainqueur        | Équipe |
| ---- | --------------------------------------- | ---- | ---------------- | ------ |
| 2    | Championnats du monde - course en ligne | CM   | Giorgia Bronzini | Italie |
| 17   | Chrono des Nations                      | 1.1  | Jeannie Longo    |        |

## Classements UCI
Référence : uci.ch
| Rang | Nom                  | Points |
| ---- | -------------------- | ------ |
| 1    | Marianne Vos         | 1089,5 |
| 2    | Judith Arndt         | 944,5  |
| 3    | Kirsten Wild         | 919,75 |
| 4    | Emma Johansson       | 897,41 |
| 5    | Emma Pooley          | 822,33 |
| 6    | Annemiek van Vleuten | 713,5  |
| 7    | Ina-Yoko Teutenberg  | 704    |
| 8    | Giorgia Bronzini     | 598,5  |
| 9    | Grace Verbeke        | 409    |
| 10   | Charlotte Becker     | 326,75 |

|    | Équipe                 | Pts     |
| 1  | Cervélo TestTeam Women | 2331,83 |
| 2  | Team Nederland Bloeit  | 2099,5  |
| 3  | HTC-Columbia Women     | 2096,32 |
| 4  | RedSun Cycling Team    | 1033,73 |
| 5  | Gauss-RDZ-Ormu         | 1001    |
| 6  | Lotto Ladies           | 934     |
| 7  | Safi-Pasta Zara        | 740     |
| 8  | Team Valdarno          | 596     |
| 8  | Noris Cycling          | 403     |
| 10 | Team TIBCO             | 355,66  |

|    | Pays        | Pts     |
| 1  | Pays-Bas    | 3159,41 |
| 2  | Allemagne   | 2516,33 |
| 3  | Royaume-Uni | 1571,91 |
| 4  | Italie      | 1229,5  |
| 5  | Suède       | 1123,32 |
| 6  | États-Unis  | 1068,32 |
| 7  | Australie   | 790,33  |
| 8  | Russie      | 674,5   |
| 9  | Belgique    | 617     |
| 10 | Lituanie    | 533,5   |